# Miloš Šestić
Miloš Šestić (né le 8 août 1956 à Milosavci en Bosnie) est un footballeur serbe, attaquant de l'Étoile rouge de Belgrade et de l'équipe de Yougoslavie dans les années 1980.
Šestić a marqué deux buts lors de ses vingt-et-une sélections avec l'équipe de Yougoslavie entre 1979 et 1985. 
Il a participé à la Coupe du monde 1982 avec la Yougoslavie.

## Carrière
- 1973-85 : FK Étoile rouge de Belgrade  Yougoslavie
- 1985-87 : Olympiakos Le Pirée  Grèce
- 1987-90 : FK Vojvodina Novi Sad  Yougoslavie
- 1989-91 : FK Zemun  Yougoslavie
- 1990-91 : OFK Belgrade  Yougoslavie

## Palmarès

### En équipe nationale
- 21 sélections et deux buts avec l'équipe de Yougoslavie entre 1979 et 1985.
- Participation à la Coupe du monde 1982 et à l'Euro 1984.

### Avec l'Étoile rouge de Belgrade
- Vainqueur du Championnat de Yougoslavie de football en 1977, 1980, 1981, 1984.
- Vainqueur de la Coupe de Yougoslavie de football en 1982 et 1985.

### Avec l'Olympiakos Le Pirée
- Vainqueur du Championnat de Grèce de football en 1987.
- Vainqueur de la Supercoupe de Grèce de football en 1987.

### Avec FK Vojvodina Novi Sad
- Vainqueur du Championnat de Yougoslavie de football en 1989